# Зниклі безвісти у російсько-українській війні (з 2014)
У статті наведено зведені дані щодо військовослужбовців, що зникли безвісти під час бойових дій у російсько-українськійї війні.

## Звіти
Станом на 1 серпня 2014 року Міністерство оборони України надало інформацію, що зниклих безвісти військовослужбовців по Україні — восьмеро.
На середину серпня 2014 року, за інформацією Генерального штабу Збройних Сил України, безвісти зниклими вважалися 22 військовослужбовці, а за інформацією Державної прикордонної служби України — 7 військовослужбовців.
За інформацією, що пролунала на слуханнях у парламентському комітеті з питань охорони здоров'я 24 грудня 2014 року, за час АТО безвісти зникло 1667 людей особового складу ЗСУ.
Станом на 2 лютого 2015 року вважаються зниклими безвісти на території донецького аеропорту 28 українських військовослужбовців. Про це в інтерв'ю телеканалу «24» повідомив в. о. речника Генерального штабу Збройних Сил України Владислав Селезньов.
11 червня 2015 року у соцмережі оприлюднено оновлений список зниклих військовослужбовців 30 ОМБр.
Станом на 14 червня 2015 року, за словами спікера Генштабу Владислава Селезньова, в зоні проведення антитерористичної операції безвісти зниклими вважаються 289 українських військовослужбовців, ще 127 перебувають у полоні.
2015 року завдяки гуманітарному проекту Збройних Сил України «Евакуація-200» судмедексперти провели ідентифікацію майже 487 тіл загиблих, які вважалися зниклими безвісти.
Станом на 6 травня 2017 року, за словами керівника пошукової місії «Чорний тюльпан» Ярослава Жилкіна, загалом близько тисячі загиблих на Донбасі досі не ідентифіковані, або взагалі не знайдені — це число включає як військових, так і цивільних. Число побудоване на основі даних ОБСЄ, Червоного Хреста, місії ООН та власних даних пошуковців. З цього числа кілька сотень тіл знаходяться на підконтрольній Україні території, але досі не впізнані. Решта — на території ОРДЛО.
Станом на 8 травня 2017 року 93 військовослужбовців Збройних Сил України вважаються зниклими безвісти. З них, за даними волонтерів, близько половини вже знайдено і триває процес ідентифікації за ДНК.
Станом на 30 серпня 2017 року, згідно з офіційним повідомленням Штабу Антитерористичного центру при Службі безпеки України за вих. № 33/8-7379 від 30.08.2017 року, вважаються зниклими безвісти: військовослужбовців Збройних Сил України — 71, Національної гвардії України — 16, Державної прикордонної служби України — 5, співробітників Міністерства внутрішніх справ України — 24, бійців добровольчих батальйонів — 11.
15 грудня 2017 року голова Служби безпеки України Василь Грицак сказав, що зниклими безвісти є 403 громадянина України, серед них — 123 військовослужбовці, представники добровольчих батальйонів, працівники правоохоронних органів.
7 квітня 2021 року Уповноважений Верховної Ради України з прав людини Людмила Денісова під час зустрічі з Комісаром Ради Європи з прав людини Дунею Міятович повідомила, що у полоні на тимчасово окупованих територіях Донецької та Луганської областей перебувають 280 громадян України, з них: 236 цивільні особи та 40 військовослужбовців, і ще 258 людей значаться зниклими безвісти». 17 травня 2021 року Людмила Денісова вкотре підтвердила кількість зниклих безвісти — 258 українських військовослужбовців.
11 липня 2022 року Уповноважений з питань осіб, зниклих безвісти за особливих обставин Олег Котенко повідомив, що за даними їхнього кол-центру, понад 7 тисяч військових усіх силових структур вважалися зниклими безвісти, частина з них – у полоні. Зі своєї сторони, ЗСУ мало інформацію про 2 тисячі зниклих безвісти військових.

## Пошук та ДНК-експертиза тіл загиблих
Для родичів зниклих безвісти в зоні АТО створено «гарячу лінію» на базі Науково-дослідного експертно-криміналістичного центру при ГУ МВС України в Харківській області. Також можна отримати консультації з питань порядку відбору зразків букального епітелію та проведення молекулярно-генетичних експертиз.
У Тернополі відбулося офіційне відкриття Всеукраїнського центру пошуку полонених, загиблих і зниклих безвісти воїнів АТО. Головні напрямки роботи — допомога в пошуку інформації про військовослужбовців, які зникли безвісти, встановлення осіб загиблих, сприяння військовим у відновленні втрачених документів, консультації рідним та близьким воїнів, які потрапили в полон, надання психологічної допомоги. Звернутися до Центру можна щодня з 9:00 до 20:00.
Всю роботу з проведення ДНК-експертизи тіл загиблих учасників АТО повністю передано Міністерству внутрішніх справ, яке має 17 сучасних лабораторій. Родичам зниклих безвісти варто звернутися до районного відділу міліції. Органи внутрішніх справ на підставах відповідного кримінального провадження мають надати людям направлення на безкоштовний аналіз для проведення ДНК-експертизи. ДНК буде внесено до єдиної бази даних.